# Xie Jun
Xie Jun (kinesiska謝軍; pinyin Xiè Jūn), född 30 oktober 1970 i Baoding i provinsen Hebei i Kina, är en kinesisk schackspelare. Hon blev stormästare 1993 och regerande världsmästarinna i schack i två perioder, 1991–1996 och 1999–2001. Det är en bedrift som hon endast delar med den sovjetiska internationella mästaren Elisaveta Bykova och den kinesiska stormästaren Hou Yifan.

## Schackkarriär
Vid sex års ålder började Jun spela Xiangqi (kinesiskt schack) och tog som 10-åring hem titeln i Beijings mästerskap i xiangqi för flickor. På uppmaning från myndigheterna började hon sedan spela schack på internationell nivå. Trots små möjligheter att träna schack tog Jun hem det kinesiska mästerskapet i schack för flickor 1984. 1988 kom hon på delad andraplats vid juniorvärldsmästerskapet för flickor i Adelaide, i Australien. Tre spelare delade på andraplatsen.
Vid tjugo års ålder gick Jun sin första match om världsmästerskapen för damer och besegrade Maia Tjiburdanidze från Georgien, som innehaft världsmästartiteln sedan 1978. Det skedde med poängen 8½–6½. 1993 försvarade hon titeln mot Nana Ioseliani och vann då matchen övertygande med 8½–2½ i poäng. Sommaren 1994 erövrade hon stormästartiteln.
1996 förlorade hon världsmästartiteln mot det ungerska stormästaren Susan Polgar med 4½–8½. 1999 avstod Polgar från att spela om världsmästerskapet och matchen stod istället mellan två utmanare, Jun och den ryska internationella mästaren Alisa Galliamova. Jun vann tillbaka världsmästartiteln genom att besegra Galliamova med 8½–6½. År 2000 gjorde FIDE om tävlingsformatet för världsmästerskapet till en knock out-turnering. Jun vann åter genom att besegra kinesiskan Qin Kanying med 2½–1½ i finalen.
Jun blev i Kina känd för sin optimistiska spelstil där hon gick friskt på attack. Hennes framgångar populariserade schacket i Kina och i övriga Asien.
I juli 2004 erhöll Jun titlarna Internationell skiljedomare och FIDE Senior Trainer.